# Bratoukhine Omega
Le Bratoukhine Omega (également connu sous le nom de 2MG ) était un des premiers hélicoptères soviétiques, et le premier produit d'un nouveau bureau d'études soviétique, Bratoukhine, qui a été créé au sein du TsAGI spécifiquement pour développer des aéronefs à voilure tournante. La conception de Bratoukhine était une machine à double rotor côte à côte, chaque rotor étant porté sur une longue poutre de stabilisation. Les rotors de l’Omega étaient chacun propulsés par un moteur propre porté dans une nacelle à l'extrémité de la poutre. Les essais au sol ont commencé en août 1941 et ont révélé de graves problèmes de vibrations et de surchauffe du moteur. Avant que ceux-ci ne puissent être résolus, Bratoukhine a été évacué à cause de l’avancée allemande en Union soviétique.

## Développement
Les essais en vol ont recommencé au milieu de 1942, l’Omega volant encore attaché, et ce jusqu'au début de l'année suivante. Les essais en vol libre ont confirmé que la conception était robuste, donc bien que les défauts du moteur n’aient jamais été complètement résolus, Bratoukhine était convaincu que d'autres développements dans la même direction seraient fructueux. Le développement de l'hélicoptère Omega a été progressif, avec des moteurs de plus en plus puissants, une structure plus solide et des composants dynamiques plus fiables, tels que les boîtes de vitesses et des arbres de transmission.
La dernière version de l'Omega était le Bratoukhine B-11, qui a été utilisé pour comparer les résultats des trois concepteurs d'hélicoptères concurrents. Achevé en 1948, c'était probablement le plus réussi à cette époque, mais présentait encore certaines lacunes de conception : le décalage entre l'aile fixe et le rotor et la fiabilité des pièces mobiles complexes.
Le système à double rotor latéral n'a cependant pas été abandonné et a été réutilisé dans le Kamov Ka-22 et le Mil V-12.

## Variantes
- Bratoukhine 2MG ( 2 Motor Gelikopter - hélicoptère bimoteur) - Désignation alternative pour le « Omega ».
- Bratoukhine Omega II - L’Omega avec des moteurs plus puissants dans des nacelles profilées, doté d’un refroidissement assisté par ventilateur et des pièces mobiles plus robustes et plus fiables.
- Bratoukhine G-2 - Désignation alternative pour « Omega II ».
- Bratoukhine G-3 - 2 x prototypes d’hélicoptères d'observation pour l’artillerie, « Omega II » avec des moteurs Pratt & Whitney Wasp Junior de 450 chevaux. Un prototype « AK » livré à l’armée de l’air russe pour la formation des pilotes.
- Bratoukhine G-4 - Le premier hélicoptère soviétique propulsé par des moteurs spécifiquement conçus avec un système de refroidissement et une boîte de vitesses montée à l'avant, avec des sorties pour l'entraînement du rotor et un arbre d'interconnexion, ainsi qu'un embrayage centrifuge et un rotor amélioré. Deux prototypes furent construits.
- Bratoukhine B-5 - Le premier hélicoptère nommé d'après Bratoukhine était un « G-4 » à grande échelle, avec des moteurs plus puissants et une nouvelle cellule en alliage léger à peau, et une pâle à profil aérodynamique relevable à incidence nulle, achevée en 1947, mais seulement limitée aux vol d'essai en raison d'une flexibilité excessive de l'aile.
- Bratoukhine B-9 - Une ambulance dérivée du « B-5 » avec un fuselage plus grand abritant quatre civières sur deux niveaux, avec un accompagnateur. L'aile a été changée en une section symétrique réglée à incidence positive. Un exemple a été achevé en 1947 mais n’a jamais volé en raison des problèmes de flexion des ailes identifiés par les essais en vol du « B-5 ».
- Bratoukhine B-10 - Avec un nouveau fuselage, cette version légèrement agrandie du « B-9 » a introduit des entretoises dans le fuselage à travers les ailes, au niveau du longeron principal et jusqu'à la tête du rotor. Une coupole d'observation a été installée à l'extrémité avant, au-dessus du cockpit des pilotes, et une position d’artilleur a été prévue à l'extrémité arrière du fuselage. La puissance était fournie par des moteurs AI-26GRF. Un rotor de queue à deux ailettes à incidence variable a également été introduit. Le nouveau fuselage a permis au « B-10 » de remplir tous les rôles envisagés, avec un unique appareil. Un prototype a été construit en 1947 et a subi des essais en vol réussis. Plus tard, le « B-10 » a volé avec des mitrailleuses ShKAS simples, dans le nez et dans la queue.
- Bratoukhine B-11 - Pour fournir des données de comparaison avec les hélicoptères Yakovlev et Mil, à partir d’avril 1948, deux exemplaires du « B-11 » ont été autorisés et ont subi des essais en vol pour mesurer leurs performances. Le vol monomoteur, l’autorotation et une réduction marquée des vibrations ont tous été démontrés. Les problèmes identifiés incluent : une fuite hydraulique persistante et un décrochage du rotor dû au manque de portance de l'aile fixe à grande vitesse. De nombreuses modifications ont été proposées avant que le premier prototype ne soit détruit et que les pilotes ne soient tués, à la suite de la perte d’une pale du rotor droit en vol. Une désillusion à l'égard des hélicoptères en général et la supériorité des performances et de la maniabilité des conceptions à simple rotor ont conduit à l’arrêt des hélicoptères Bratoukhine à double rotor latéral.
- Bratoukhine AK - Ten AK ( Artilleriskii Korrektirovshchik - correction d'artillerie) hélicoptères G-3 de production commandés mais la fabrication et/ou la livraison sont incertaines.
- Bratoukhine VNP ( Vozdushnii Nabludatyelnii Punkt - site d'observation aérienne) - Désignation alternative pour « B-10 ».